# Prospect Park (metrostation)
Prospect Park is een station van de metro van New York aan de Brighton Line in Brooklyn. De lijnen B, Q en S (Franklin Avenue Shuttle) maakt gebruik van dit station.
 ·  ·  ·  ·  ·  ·  ·  ·  · 
Van noord naar zuid: Franklin Avenue · Park Place · Franklin Avenue-Botanic Garden · Prospect Park